# Queijo cremoso

O queijo cremoso (em inglês, cream cheese) é um tipo de queijo fresco elaborado a partir de leite e natas. O queijo cremoso não é naturalmente amadurecido e é destinado a ser consumido fresco, por isso difere de outros queijos macios como Brie e Neufchâtel. É mais comparável em gosto, textura e métodos de produção ao Boursin e Mascarpone. Sua textura macia se obtém através da coagulação do leite utilizando-se o microrganismo Streptococcus thermophilus e algumas vezes o coalho. 
 A coalhada obtida é cortada em pequenos cubos e estes são colocados em um pano onde ficam escorrendo o soro por aproximadamente 12 horas; em seguida, é adicionado sal e uma mistura de hidrocoloides e segue para a homogeneização, onde posteriormente é acondicionado nas embalagens apropriadas. Esse tipo de queijo se consome normalmente em pão ou torradas. É consumido no café da manhã e é também, o ingrediente principal de alguns cheesecakes.
queijo tem um teor de gordura maior do que outros queijos, e a gordura repele a água, que tende a se separar do queijo; isso pode ser evitado na produção comercial, adicionando estabilizadores como guar ou gomas de alfarroba para prolongar a sua vida útil. No Canadá, os regulamentos para o queijo cremoso estipulam que o produto seja feito por coagulação de creme com a ajuda de bactérias, formando uma coalhada que é então formada em uma massa após a remoção do soro. Alguns dos seus ingredientes incluem natas, sal, nitrogênio e vários ingredientes gelificantes, espessantes, estabilizantes e emulsionantes, como goma xantana ou gelatina.

## Origem

### Europa/Ásia
As primeiras referências do queijo cremoso (cream cheese) são datadas da Inglaterra já em 1583 e na França em 1651. Os registros das receitas são datados a partir de 1754, em Lincolnshire e no sudoeste da Inglaterra.

### Estados Unidos
As receitas de queijo cremoso (cream cheese) podem ser encontradas em livros de receitas e jornais dos EUA a partir de meados do século XVIII. Na década de 1820, as fazendas de lácteos em torno da Filadélfia e Nova York ganharam a reputação de produzir os melhores exemplos desse queijo. Foi produzido em fazendas familiares em todo o país, então as quantidades feitas e distribuídas eram tipicamente pequenas.
Por volta de 1873, William A. Lawrence, um produtor lácteo de Chester, em Nova York, foi o primeiro a produzir massa de queijo cremoso. Em 1872, ele comprou uma fábrica Neufchâtel e logo depois, adicionando creme ao processo, conseguiu criar um queijo mais rico que ele chamou de queijo creme. O produto caracterizava-se por seu sabor e cremosidade únicos, não escorrendo da faca ao ser espalhado sobre pães, torradas ou biscoitos. Em 1880, o distribuidor de queijo da cidade de Nova York, Alvah L. Reynolds, começou distribuindo o queijo cremoso de William Lawrence embrulhado em folhas metálicas prateadas com o nome Philadelphia Brand Cream Cheese, utilizado pela primeira vez no dia 1 de setembro. O nome foi escolhido porque naquela época os melhores produtos alimentícios derivados do leite vinham da cidade da Filadélfia, no estado da Pensilvânia, que acabou virando sinônimo de qualidade. Nesta época o produto era fabricado pela The Empire Cheese Company.
 Popular na culinária judaica da cidade de Nova York, onde é comumente conhecido como "schmear", constitui a base do bagel com queijo cremoso, um sanduíche aberto simples, que geralmente inclui lox, alcaparras e outros ingredientes. O bagel com queijo cremoso tornou-se um café da manhã omnipresente e comida de brunch em todo os EUA. 

## Usos

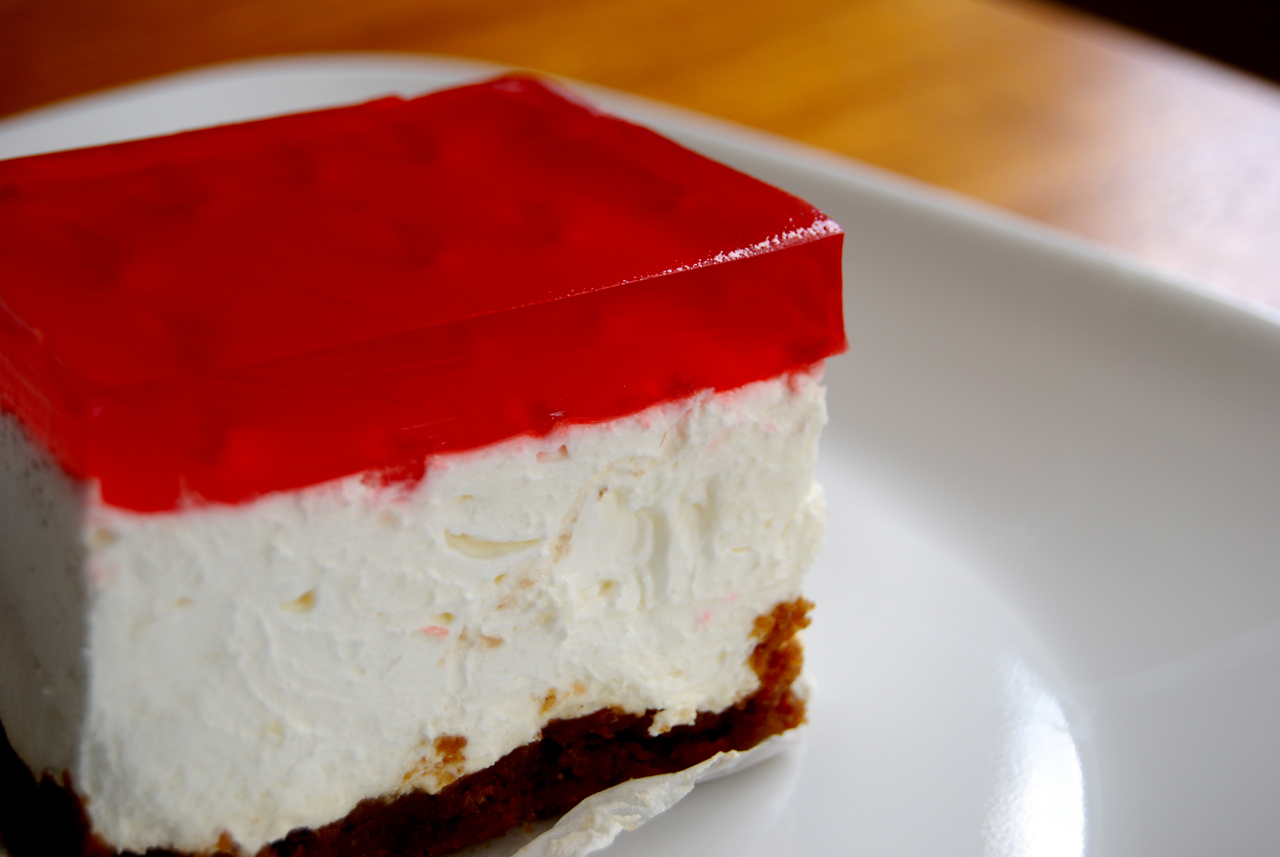
Cream cheese com gelatina.

O queijo é frequentemente espalhado em pães, bagels, bolachas, etc., e é usado como molho para batatas fritas e lanches e em saladas. Pode ser misturado com outros ingredientes, como iogurte ou geléia de pimenta, para espalhar.
Pode ser usado para muitos fins na culinária doce e salgada e está na mesma família de ingredientes de outros produtos lácteos, como creme, leite, manteiga e iogurte. Ele pode ser usado na culinária para fazer cheesecake e engrossar molhos e torná-los cremosos. O queijo cremoso às vezes é usado no lugar ou com manteiga (tipicamente duas partes de queijo creme para uma parte de manteiga) ao para fazer bolos ou biscoitos. É o ingrediente principal no preenchimento do caranguejo rangoon, um aperitivo comumente servido em restaurantes chineses dos EUA. Também pode ser usado em vez de ou com manteiga ou azeite em purê de batatas, e em alguns roachos de sushi ocidentalizados.
O queijo cremoso americano tende a ter menor teor de gordura do que em outros lugares, mas o queijo da marca Philadelphia às vezes é sugerido como substituto do petit suisse.